# Années 300
Les années 300 couvrent la période de 300 à 309.

## Événements
- Vers 300 :

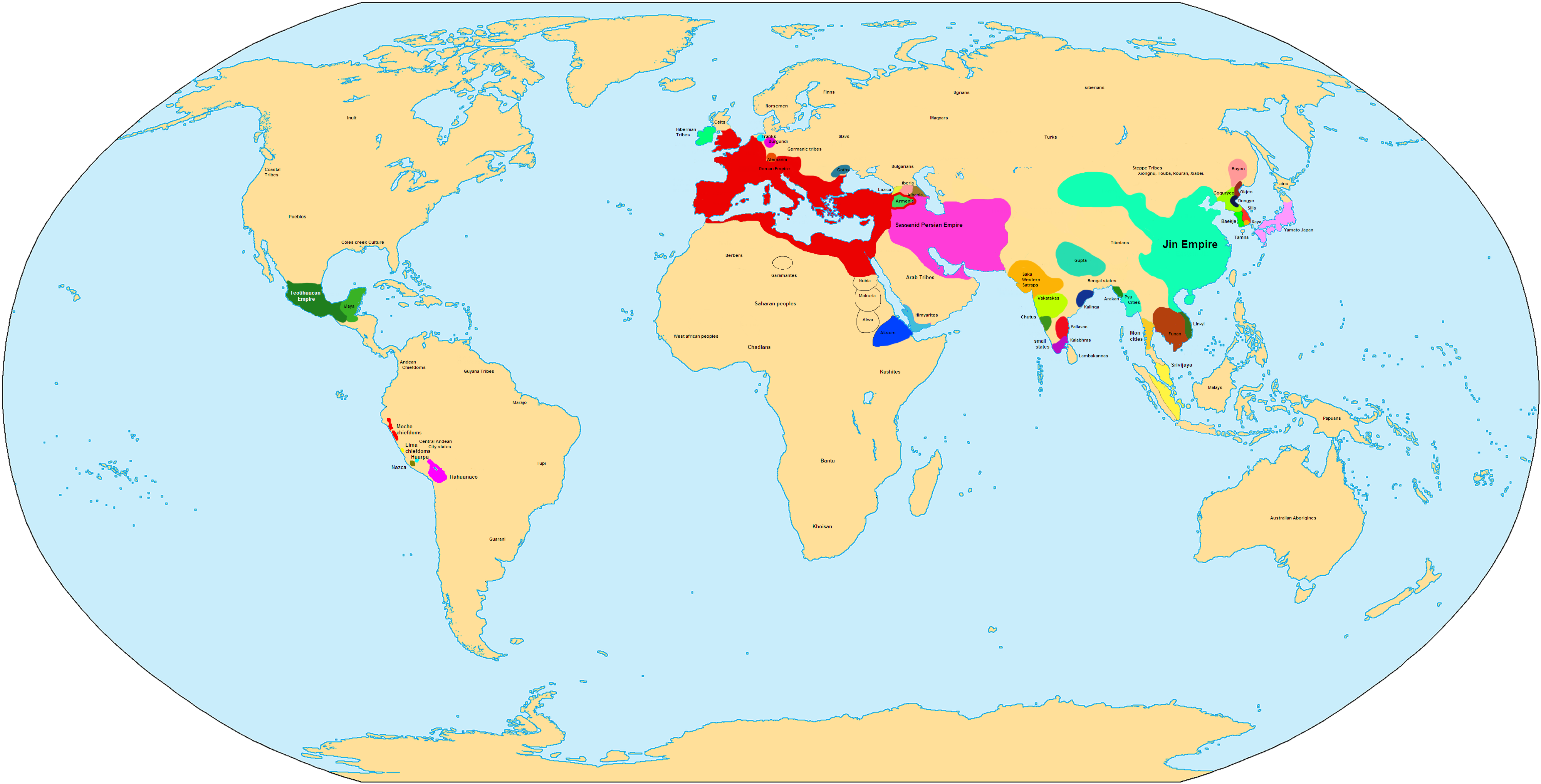
Le monde vers l'an 300

  - le rhéteur Arnobe et son disciple Lactance se convertissent au christianisme  en Afrique. Arnobe rédige un traité contre les païens (Adversus nationes)[1].
  - Aphilas, roi d’Aksoum (Éthiopie)[2]. Vers la fin du IIIe siècle, le royaume Sabéen du Yémen est aux mains de Sciamir-Youhar’irsh (Shammir Yuharish), qui oppresse la fraction des Habachat restée sur son territoire. Les princes Aksoumites, sans doute le roi Afilas, interviennent contre Saba et Raïdân et y établissent leur suzeraineté. Ils prennent alors le titre de rois d’Aksoum, d’Himyar, de Saba, de Raïdân et de Salbên[3].
- 301 : 
  - Tiridate IV fait de son royaume le premier État ayant le christianisme comme religion officielle (date traditionnelle) ; il est converti par Grégoire l'Illuminateur (ou 314)[4].
  - édit du Maximum[5].
  - Vie de Plotin de Porphyre de Tyr[5].
- 303-311 : persécution de Dioclétien[5]. Martyre de Serge et Bacchus de Rasafa, officiers romains, en Syrie[6].
- 304 : début de la période des Seize Royaumes en Chine (fin en 439)[7].

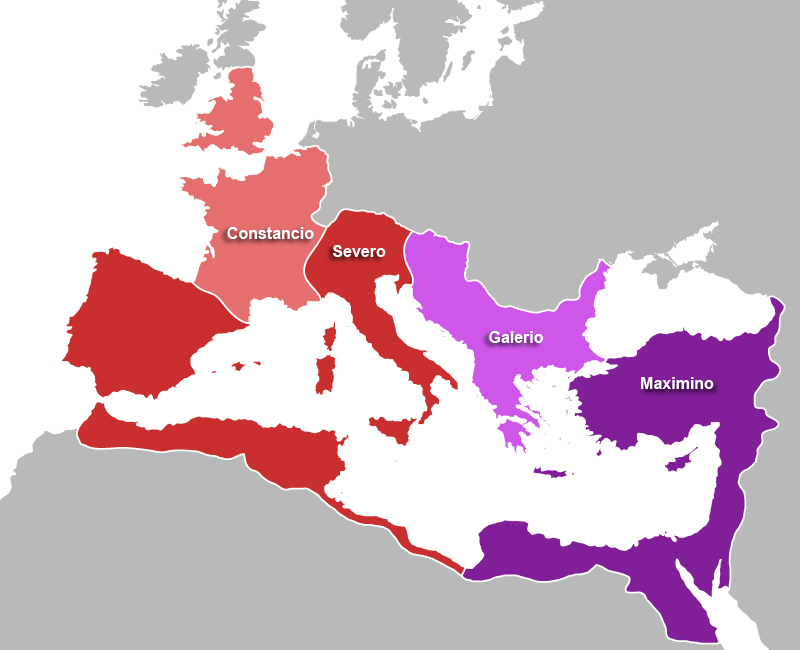
Deuxième tétrarchie.

- 305-306 : deuxième tétrarchie ; Constance Chlore et Galère, Augustes ; Maximin Daïa et Sévère, Césars[8].

- 305 : concile de Cirta ; débuts du donatisme en Afrique romaine[9]. Concile d'Elvire (ou 306)[10].

- Vers 305-310 : Lutèce prend le nom de cité des Parisii[11].
- 306-307 : troisième tétrarchie ; Galère et Sévère, Augustes ; Maximin Daïa et Constantin, Césars[8].
- 306 : Constantin s'installe à Trèves, fait construire un pont sur le Rhin à Cologne et combat victorieusement les Francs sur la rive droite ; il fait exécuter leurs rois Ascaric et Mérogaise[12].
- 308 : conférence de Carnuntum[13].
- 308-311 : quatrième tétrarchie ; Galère et Licinius, Augustes ; Maximin Daïa et Constantin, Césars.
- 308-310 : usurpation de Domitius Alexander en  Afrique et en Sardaigne[14].
- 309-311 : le César Maximin II Daïa relance la persécution des chrétiens en Orient[15]. En Égypte, beaucoup se réfugient dans le désert et grossissent les rangs des anachorètes (ceux qui se mettent à l’écart) et des cénobites (ceux qui vivent en communauté), qui répandront par la suite la vie monastique dans tout le monde chrétien[16]. Dans ces monastères se développe l’écriture copte qui favorise la propagation des textes chrétiens[17].

## Personnages significatifs
- Caius Galerius Valerius Maximianus
- Constantin Ier (empereur romain)
- Dioclétien
- Donatus Magnus
- Hormizd II
- Marcel Ier
- Maximin II Daïa
- Pierre d'Alexandrie
- Tiridate IV d'Arménie